# Badminton bei den Parapanamerikanischen Spielen 2019
Die Badmintonwettbewerbe bei den Parapanamerikanischen Spielen 2019 wurden vom 29. August bis zum 1. September 2019 in Lima ausgetragen.

## Teilnehmer
- Argentinien 1
- Brasilien 14
- Kanada 7
- Chile 4
- Kolumbien 1
- Kuba 1
- Guatemala 1
- Mexiko 2
- Peru 10
- Vereinigte Staaten 3
- Venezuela 3

## Medaillengewinner
| Disziplin            | Gold                          | Silber                     | Bronze                         |
| -------------------- | ----------------------------- | -------------------------- | ------------------------------ |
| Herreneinzel SL3     | Pedro Pablo de Vinatea        | Leonardo Zuffo             | Rolando Bello                  |
| Herreneinzel SL4     | Raúl Anguiano                 | Rogério de Oliveira        | Pascal Lapointe                |
| Herreneinzel SU5     | Eduardo de Oliveira           | Ricardo Cavalli            | Kleiber Mijares                |
| Herreneinzel SS6     | Vitor Tavares                 | Miles Krajewski            | Hector Salva                   |
| Dameneinzel WH2      | Pilar Jáuregui                | Yuka Chokyu                | Daniele Souza                  |
| Dameneinzel SU5      | Mikaela Almeida               | Olivia Meier               | Laura Lanes                    |
| Herrendoppel WH1-WH2 | Marcelo Conceição Júlio Godoy | Rodolfo Cano Rômulo Soares | Bernard Lapointe Richard Peter |
| Mixed SL3-SU5        | Pascal Lapointe Olivia Meier  | Rolando Bello Laura Lanes  | Ricardo Cavalli Cintya Silva   |

## Medaillenspiegel
| Rang | Land               | Gold | Silber | Bronze | Gesamt |
| ---- | ------------------ | ---- | ------ | ------ | ------ |
| 1    | Brasilien          | 4    | 4      | 2      | 10     |
| 2    | Peru               | 2    | 0      | 1      | 3      |
| 2    | Kanada             | 1    | 2      | 2      | 5      |
| 4    | Guatemala          | 1    | 0      | 0      | 1      |
| 5    | Kuba               | 0    | 1      | 2      | 3      |
| 6    | Vereinigte Staaten | 0    | 1      | 0      | 1      |
| 7    | Venezuela          | 0    | 0      | 1      | 1      |